# ألفرد روبرتس
ألفرد روبرتس (بالإنجليزية: Alfred Roberts)‏ هو سياسي بريطاني، ولد في 18 أبريل 1892 في المملكة المتحدة، وتوفي في 10 فبراير 1970 في المملكة المتحدة.